# Фонтанка (Крым)
Фонта́нка (до 1948 года Таку́-Эли́, Тюке́й-Эли́; укр. Фонтанка, крымскотат. Tökey Eli, Тёкей Эли) — исчезнувшее село в Белогорском районе Республики Крым, включённое в состав Долиновки. Сейчас северная часть села.

## История
Первое документальное упоминание села встречается в Камеральном Описании Крыма… 1784 года, судя по которому, в последний период Крымского ханства Тюкей Эли входила в Борулчанский кадылык Карасубазарского каймаканства. После присоединения Крыма к России (8) 19 апреля 1783 года, (8) 19 февраля 1784 года, именным указом Екатерины II сенату, на территории бывшего Крымского Ханства была образована Таврическая область и деревня была приписана к Симферопольскому уезду. После Павловских реформ, с 1796 по 1802 год, входила в Акмечетский уезд Новороссийской губернии. По новому административному делению, после создания 8 (20) октября 1802 года Таврической губернии, Сарчи-Эли была включена в состав Табулдинской волости Симферопольского уезда.
По Ведомости о всех селениях в Симферопольском уезде состоящих с показанием в которой волости сколько числом дворов и душ… от 9 октября 1805 года в деревне Таку-Улан числилось 6 дворов и 28 жителей, исключительно ясыров. На военно-топографической карте генерал-майора Мухина 1817 года деревня Такеели обозначена с 3 дворами. После реформы волостного деления 1829 года Тукей Эли, согласно «Ведомости о казённых волостях Таврической губернии 1829 года», отнесли к Айтуганской волости (переименованной из Табулдинской). На карте 1836 года в деревне 5 дворов, а на карте 1842 года Тюкей Эли обозначен условным знаком «малая деревня», то есть, менее 5 дворов.
В 1860-х годах, после земской реформы Александра II, деревню приписали к Зуйской волости. Согласно «Памятной книжке Таврической губернии за 1867 год», деревня Баку Эли была покинута жителями в 1860—1864 годах, в результате эмиграции крымских татар, особенно массовой после Крымской войны 1853—1856 годов, в Турцию и оставалась в развалинах и, если на трёхверстовой карте Шуберта 1865 года Тюкей-Эли ещё обозначен то, на карте, с корректурой 1876 года его уже нет.
Вновь селение, уже под названием Таку-Эли, встречается на карте 1924 года, а, согласно Списку населённых пунктов Крымской АССР по Всесоюзной переписи 17 декабря 1926 года, в селе Таку-Эли, Старо-Бурульчинского сельсовета Карасубазарского района, числилось 27 дворов, все крестьянские, население составляло 122 человека, из них 80 татар, 35 русских и 7 немцев. Постановлением ВЦИК от 10 июня 1937 года был образован новый, Зуйский район, в который вошло село.
В 1944 году, после освобождения Крыма от фашистов, согласно Постановлению ГКО № 5859 от 11 мая 1944 года, 18 мая крымские татары из Таку-Эли были депортированы в Среднюю Азию. 12 августа 1944 года было принято постановление № ГОКО-6372с «О переселении колхозников в районы Крыма» и в сентябре 1944 года в район приехали первые новоселы (212 семей) из Ростовской, Киевской и Тамбовской областей, а в начале 1950-х годов последовала вторая волна переселенцев из различных областей Украины. С 25 июня 1946 года Таку-Эли в составе Крымской области РСФСР. Указом Президиума Верховного Совета РСФСР, от 18 мая 1948 года, Таку-Эли был переименован в Фонтанку. 26 апреля 1954 года Крымская область была передана из состава РСФСР в состав УССР. После ликвидации в 1959 году Зуйского района село включили в состав Белогорского. К 1960 году, поскольку в «Справочнике административно-территориального деления Крымской области на 15 июня 1960 года» селение уже не значилось, Фонтанку присоединили к Долиновке (согласно справочнику «Крымская область. Административно-территориальное деление на 1 января 1968 года» — в период с 1954 по 1968 годы).